# Červený Kameň
Červený Kameň és un poble i municipi d'Eslovàquia que es troba a la regió de Trenčín.

## Història
La primera menció escrita de la vila es remunta al 1354.

## Demografia
| Godina             | 1994 | 2004   | 2014   | 2024   |
| ------------------ | ---- | ------ | ------ | ------ |
| Nombre de persones | 807  | 757    | 689    | 639    |
| Diferència         |      | −6,19% | −8,98% | −7,25% |

| Godina             | 2023 | 2024   |
| ------------------ | ---- | ------ |
| Nombre de persones | 637  | 639    |
| Diferència         |      | +0,31% |